# Liste der Baudenkmäler in Mönchengladbach (Denkmäler G–J)
Die Liste der Baudenkmäler in Mönchengladbach (Denkmäler G–J) enthält die denkmalgeschützten Bauwerke auf dem Gebiet der Stadt Mönchengladbach in Nordrhein-Westfalen (Stand: 8. Juni 2021). Diese Baudenkmäler sind in der Denkmalliste der Stadt Mönchengladbach eingetragen; Grundlage für die Aufnahme ist das Denkmalschutzgesetz Nordrhein-Westfalen (DSchG NRW).

Baudenkmäler sind „Denkmäler, die aus baulichen Anlagen oder Teilen baulicher Anlagen bestehen“.
Die Denkmalliste der Stadt Mönchengladbach umfasst 1000 Baudenkmäler, darunter 651 Wohnhäuser, 79 Wohn- und Geschäftshäuser, 65 Kirchen, Kapellen oder Klöster, 62 öffentliche Gebäude, 45 Kleindenkmäler, 39 Hofanlagen, 18 Wehranlagen, Burgen oder Adelssitze, 17 Geschäftshäuser, Verwaltungsgebäude oder handwerkliche Betriebe, 16 Industrieanlagen sowie acht Friedhöfe.

## Baudenkmäler
Die Liste umfasst, falls vorhanden, eine Fotografie des Denkmals, als Bezeichnung falls vorhanden den Namen, sonst kursiv den Gebäudetyp, den Ortsteil in der das Baudenkmal liegt und die Adresse, das Datum der Unterschutzstellung und die Eintragungsnummer der unteren Denkmalbehörde der Stadt Mönchengladbach. Der Name entspricht dabei der Bezeichnung durch die untere Denkmalbehörde der Stadt Mönchengladbach. Abkürzungen wurden zum besseren Verständnis aufgelöst, die Typografie an die in der Wikipedia übliche angepasst und Tippfehler korrigiert.
| Bild                                     | Bezeichnung                              | Lage                                                               | Beschreibung                                               | Bauzeit                                                          | Denkmal- nummer | Eintragung Aktenzeichen |
| ---------------------------------------- | ---------------------------------------- | ------------------------------------------------------------------ | ---------------------------------------------------------- | ---------------------------------------------------------------- | --------------- | ----------------------- |
| Fachwerkhofanlage                        | Fachwerkhofanlage                        | Geneickener Straße 179 Lage                                        | Siehe Geneickener Straße 179 (Mönchengladbach)             | Jahrhundertwende                                                 | G 001           | 4. Dezember 1984        |
| Wohngeschäftshaus                        | Wohngeschäftshaus                        | Gabelsbergerstraße 81 Lage                                         | Siehe Gabelsbergerstraße 81 (Mönchengladbach)              | 1907                                                             | G 002           | 4. Dezember 1984        |
| Wohngeschäftshaus                        | Wohngeschäftshaus                        | Geneickener Straße 75 Lage                                         | Siehe Geneickener Straße 75 (Mönchengladbach)              | 1920                                                             | G 004           | 4. Dezember 1984        |
| Wohngeschäftshaus                        | Wohngeschäftshaus                        | Goethestraße 17 b Lage                                             | Siehe Goethestraße 17b (Mönchengladbach)                   | nach der Jahrhundertwende                                        | G 005           | 4. Dezember 1984        |
| Wohnhaus                                 | Wohnhaus                                 | Gasthausstraße 33 Lage                                             | Siehe Gasthausstraße 33 (Mönchengladbach)                  | Anfang des 20. Jahrhunderts                                      | G 006           | 4. Dezember 1984        |
| Fachwerkhaus                             | Fachwerkhaus                             | Geneickener Straße 157 Lage                                        | Siehe Geneickener Straße 157 (Mönchengladbach)             | 19. Jh.                                                          | G 007           | 4. Dezember 1984        |
| Wohnhaus (Villa mit Gartenanlage)        | Wohnhaus (Villa mit Gartenanlage)        | Goetersstraße 4 Lage                                               | Siehe Goetersstraße 4 (Mönchengladbach)                    | 1869                                                             | G 008           | 24. September 1985      |
| Fachwerkhaus                             | Fachwerkhaus                             | Güdderath 32 Lage                                                  | Siehe Güdderath 32 (Mönchengladbach)                       | 18. Jh.                                                          | G 009           | 14. Mai 1985            |
| Wohnhaus (Villa mit Gartenanlage)        | Wohnhaus (Villa mit Gartenanlage)        | Goetersstraße 7 Lage                                               | Siehe Goetersstraße 7 (Mönchengladbach)                    | 1870                                                             | G 010           | 24. September 1985      |
| Wohnhaus und Pavillon                    | Wohnhaus und Pavillon                    | Gneisenaustraße 50 Lage                                            | Siehe Gneisenaustraße 50 (Mönchengladbach)                 | um 1910                                                          | G 011           | 10. Dezember 1985       |
| Fachwerkhaus                             | Fachwerkhaus                             | Geneickener Straße 24 a Lage                                       | Siehe Geneickener Straße 24a (Mönchengladbach)             | spätes 19. Jahrhundert                                           | G 012           | 24. September 1985      |
| Wohnhaus                                 | Wohnhaus                                 | Gneisenaustraße 52 Lage                                            | Siehe Gneisenaustraße 52 (Mönchengladbach)                 | 1910                                                             | G 013           | 10. Dezember 1985       |
| Wohnhaus                                 | Wohnhaus                                 | Goethestraße 21 Lage                                               | Siehe Goethestraße 21 (Mönchengladbach)                    | 1904                                                             | G 014           | 14. Oktober 1986        |
| Wohnhaus                                 | Wohnhaus                                 | Goethestraße 23 Lage                                               | Siehe Goethestraße 23 (Mönchengladbach)                    | 1904                                                             | G 015           | 14. Oktober 1986        |
| Wohnhaus                                 | Wohnhaus                                 | Goethestraße 25 Lage                                               | Siehe Goethestraße 25 (Mönchengladbach)                    | Jahrhundertwende                                                 | G 016           | 14. Oktober 1986        |
| Pension                                  | Pension                                  | Goethestraße 27 Lage                                               | Siehe Goethestraße 27 (Mönchengladbach)                    | Jahrhundertwende                                                 | G 017           | 14. Oktober 1986        |
| Wohnhaus                                 | Wohnhaus                                 | Gartenstraße 170 Lage                                              | Siehe Gartenstraße 170 (Mönchengladbach)                   | 1921                                                             | G 018           | 2. Juni 1987            |
| Kapelle                                  | Kapelle                                  | Genhülsen 114 Lage                                                 | Siehe Kapelle Genhülsen                                    | 1918_1921                                                        | G 019           | 2. Juni 1987            |
| Kapelle                                  | Kapelle                                  | Günhovener Straße 36 Lage                                          | Siehe Kapelle Günhoven                                     | 1844                                                             | G 020           | 2. Juni 1987            |
| Kapelle                                  | Kapelle                                  | Genholland 38 Lage                                                 | Siehe Kapelle Genholland                                   | 19. Jh.                                                          | G 021           | 2. Juni 1987            |
| Kapelle                                  | Kapelle                                  | Gatzweiler 6 Lage                                                  | Siehe Kapelle Gatzweiler                                   | 1853                                                             | G 023           | 2. Juni 1987            |
| Kapelle                                  | Kapelle                                  | Genhodder Lage                                                     | Siehe Kapelle Genhodder                                    | 1825                                                             | G 024           | 2. Juni 1987            |
| Wohnhaus                                 | Wohnhaus                                 | Gartenstraße 164 Lage                                              | Siehe Gartenstraße 164 (Mönchengladbach)                   | 1922                                                             | G 025           | 2. Juni 1987            |
| Wohnhaus                                 | Wohnhaus                                 | Gartenstraße 165 Lage                                              | Siehe Gartenstraße 165 (Mönchengladbach)                   | 1921/22                                                          | G 026           | 2. Juni 1987            |
| Wohn- und Praxishaus                     | Wohn- und Praxishaus                     | Gartenstraße 166 Lage                                              | Siehe Gartenstraße 166 (Mönchengladbach)                   | 1922                                                             | G 027           | 2. Juni 1987            |
| Wohnhaus                                 | Wohnhaus                                 | Gasthausstraße 48 Lage                                             | Siehe Gasthausstraße 48 (Mönchengladbach)                  | Jahrhundertwende                                                 | G 028           | 15. Dezember 1987       |
| Wohnhaus                                 | Wohnhaus                                 | Gasthausstraße 27 Lage                                             | Siehe Gasthausstraße 27 (Mönchengladbach)                  | 1910                                                             | G 029           | 15. Dezember 1987       |
| Wohnhaus                                 | Wohnhaus                                 | Gasthausstraße 31 Lage                                             | Siehe Gasthausstraße 31 (Mönchengladbach)                  | Jahrhundertwende                                                 | G 030           | 15. Dezember 1987       |
| Wohnhaus                                 | Wohnhaus                                 | Gasthausstraße 35 Lage                                             | Siehe Gasthausstraße 35 (Mönchengladbach)                  | 1910                                                             | G 031           | 15. Dezember 1987       |
| Wohnhaus                                 | Wohnhaus                                 | Gasthausstraße 37 Lage                                             | Siehe Gasthausstraße 37 (Mönchengladbach)                  | Jahrhundertwende                                                 | G 032           | 15. Dezember 1987       |
| Wohnhaus                                 | Wohnhaus                                 | Gasthausstraße 39 Lage                                             | Siehe Gasthausstraße 39 (Mönchengladbach)                  | Jahrhundertwende                                                 | G 033           | 15. Dezember 1987       |
| Wohnhaus                                 | Wohnhaus                                 | Gneisenaustraße 54 Lage                                            | Siehe Gneisenaustraße 54 (Mönchengladbach)                 | 1910                                                             | G 034           | 13. September 1988      |
| Wohnhaus                                 | Wohnhaus                                 | Goethestraße 11 Lage                                               | Siehe Goethestraße 11 (Mönchengladbach)                    | nach 1900                                                        | G 035           | 27. Februar 1991        |
| Wohngeschäftshaus                        | Wohngeschäftshaus                        | Gasstraße 87/Lehwaldstraße 94 Lage                                 | Siehe Gasstraße 87 (Mönchengladbach)                       | um 1904                                                          | G 036           | 5. Februar 1990         |
| Bildstock                                | Bildstock                                | Großheide/Kampsheide Lage                                          | Siehe Bildstock Großheide/Kampsheide                       | Ende des 19. Jahrhunderts                                        | G 037           | 18. September 1991      |
| Fachwerkhaus                             | Fachwerkhaus                             | Geneickener Straße 113 Lage                                        | Siehe Geneickener Straße 113 (Mönchengladbach)             | 19. Jh.                                                          | G 038           | 2. Februar 1993         |
| Wohnhaus                                 | Wohnhaus                                 | Goethestraße 9 Lage                                                | Siehe Goethestraße 9 (Mönchengladbach)                     | um 1900                                                          | G 039           | 23. September 1992      |
| Wohnhaus                                 | Wohnhaus                                 | Geneickener Straße 52 Lage                                         | Siehe Geneickener Straße 52 (Mönchengladbach)              | 18. Jh.                                                          | G 040           | 14. September 1993      |
| Wohnhaus                                 | Wohnhaus                                 | Goethestraße 12 Lage                                               | Siehe Goethestraße 12 (Mönchengladbach)                    | um 1909                                                          | G 041           | 23. September 1992      |
| Kirche                                   | Kirche                                   | Gereonstraße 40 Lage                                               | Siehe St. Josef (Schelsen)                                 | 1924 und 1938                                                    | G 042           | 8. Februar 1994         |
| Wohnhaus                                 | Wohnhaus                                 | Goethestraße 16 a Lage                                             | Siehe Goethestraße 16a (Mönchengladbach)                   | 1910                                                             | G 043           | 23. September 1992      |
| Wohnhaus                                 | Wohnhaus                                 | Goethestraße 17 a Lage                                             | Siehe Goethestraße 17a (Mönchengladbach)                   | um 1910                                                          | G 044           | 23. September 1992      |
| Hofanlage                                | Hofanlage                                | Großheide 314 Lage                                                 | Siehe Großheide 314 (Mönchengladbach)                      | 1927/1928                                                        | G 045           | 7. Dezember 1995        |
| Wegekreuz                                | Wegekreuz                                | Gerkerather Mühle 38 Lage                                          | Siehe Wegekreuz Gerkerather Mühle                          | 19. Jh.                                                          | G 046           | 10. Oktober 1995        |
| Hochkreuz                                | Hochkreuz                                | Görresstraße/Hardter Straße Lage                                   | Siehe Hochkreuz Görresstraße/Hardter Straße                | 17./18. Jh.                                                      | G 047           | 10. Oktober 1995        |
| Wohnhaus                                 | Wohnhaus                                 | Grevenbroicher Straße 105/107 Teupesstraße 1/3 Lage                | Siehe Grevenbroicher Straße 105-107 (Mönchengladbach)      | 1930/31                                                          | G 048           | 21. Juni 1995           |
| Wohnhaus                                 | Wohnhaus                                 | Großheide 373 Lage                                                 | Siehe Großheide 373 (Mönchengladbach)                      | 1927/1928                                                        | G 049           | 7. September 1995       |
| Wohnhaus                                 | Wohnhaus                                 | Großheide 375 Lage                                                 | Siehe Großheide 375 (Mönchengladbach)                      | 1927                                                             | G 050           | 7. September 1995       |
| Wohnhaus                                 | Wohnhaus                                 | Großheide 377 Lage                                                 | Siehe Großheide 377 (Mönchengladbach)                      | 1927/1928                                                        | G 051           | 7. September 1995       |
| Kapelle                                  | Kapelle                                  | Gerkerath 170 Lage                                                 | Siehe St. Johannes (Mönchengladbach)                       | 1850/52, 1920, 1930                                              | G 052           | 23. November 2000       |
| Gerkerather Mühle                        | Gerkerather Mühle                        | Gerkerather Mühle 38 Lage                                          | Siehe Gerkerather Mühle                                    | 1733                                                             | G 053           | 5. Juni 2007            |
| Ehemalige Schule                         | Ehemalige Schule                         | Gerkerath 150 Lage                                                 | Siehe Ehemalige Schule Gerkerath                           | 1929                                                             | G 054           | 23. Januar 2013         |
| Bahndamm-Stützmauer mit Brunnenanlage    | Bahndamm-Stützmauer mit Brunnenanlage    | Goebenstraße 9 Lage                                                |                                                            | Anfang des 20. Jahrhunderts                                      | G 055           | 5. Dezember 2016        |
| Wohnhaus                                 | Wohnhaus                                 | Hagelkreuzstraße 18 Lage                                           | Siehe Hagelkreuzstraße 18 (Mönchengladbach)                | 1908                                                             | H 001           | 4. Dezember 1984        |
| Wohnhaus                                 | Wohnhaus                                 | Hohenzollernstraße 130 Lage                                        | Siehe Hohenzollernstraße 130 (Mönchengladbach)             | 1908                                                             | H 002           | 4. Dezember 1984        |
| Wohnhaus                                 | Wohnhaus                                 | Hagelkreuzstraße 3 b Lage                                          | Siehe Hagelkreuzstraße 3b (Mönchengladbach)                | Anfang des 20. Jahrhunderts                                      | H 003           | 4. Dezember 1984        |
| Wohnhaus                                 | Wohnhaus                                 | Humboldtstraße 75 Lage                                             | Siehe Humboldtstraße 75 (Mönchengladbach)                  | Ende des 19. Jahrhunderts                                        | H 004           | 4. Dezember 1984        |
| Wohnhaus                                 | Wohnhaus                                 | Humboldtstraße 31 Lage                                             | Siehe Humboldtstraße 31 (Mönchengladbach)                  | Jahrhundertwende                                                 | H 005           | 4. Dezember 1984        |
| Wohnhaus                                 | Wohnhaus                                 | Hohenzollernstraße 170 Lage                                        | Siehe Hohenzollernstraße 170 (Mönchengladbach)             | Anfang des 20. Jahrhunderts                                      | H 006           | 4. Dezember 1984        |
| Hofanlage; Wohngebäude                   | Hofanlage; Wohngebäude                   | Hochstadenstraße 134 Lage                                          | Siehe Hochstadenstraße 134 (Mönchengladbach)               | Anfang des 20. Jahrhunderts                                      | H 007           | 4. Dezember 1984        |
| Wohngeschäftshaus                        | Wohngeschäftshaus                        | Hermann-Löns-Straße 1/1 a Lage                                     | Siehe Hermann-Löns-Straße 1 (Mönchengladbach)              | 1904                                                             | H 008           | 4. Dezember 1984        |
| Wohnhaus                                 | Wohnhaus                                 | Humboldtstraße 64 Lage                                             | Siehe Humboldtstraße 64 (Mönchengladbach)                  | Ende des 19. Jahrhunderts                                        | H 009           | 4. Dezember 1984        |
| weitere Bilder                           | Haus Horst, Torhaus und Nebengebäude     | Horst 34–48 Lage                                                   | Siehe Haus Horst (Mönchengladbach)                         | 13. und 17. Jahrhundert, 1853                                    | H 010           | 4. Dezember 1984        |
| Wohnhaus                                 | Wohnhaus                                 | Hohenzollernstraße 66 Lage                                         | Siehe Hohenzollernstraße 66 (Mönchengladbach)              | Ende des 19. Jahrhunderts                                        | H 011           | 4. Dezember 1984        |
| weitere Bilder                           | ehemalige Schlossmühle (Lohmühle)        | Hochstadenstraße 113 Lage                                          | Siehe Schlossmühle Wickrath                                | Anfang des 18. Jahrhunderts                                      | H 012           | 4. Dezember 1984        |
| Wohnhaus                                 | Wohnhaus                                 | Hauptstraße 262 Lage                                               | Siehe Hauptstraße 262 (Mönchengladbach)                    | Jahrhundertwende                                                 | H 013           | 4. Dezember 1984        |
| Wohnhaus                                 | Wohnhaus                                 | Hohenzollernstraße 140 Lage                                        | Siehe Hohenzollernstraße 140 (Mönchengladbach)             | Anfang des 20. Jahrhunderts                                      | H 014           | 4. Dezember 1984        |
| Wohnhaus                                 | Wohnhaus                                 | Hohenzollernstraße 160 Lage                                        | Siehe Hohenzollernstraße 160 (Mönchengladbach)             | Anfang des 20. Jahrhunderts                                      | H 015           | 4. Dezember 1984        |
| Fachwerkhaus                             | Fachwerkhaus                             | Högden 6 Lage                                                      | Siehe Högden 6 (Mönchengladbach)                           | Anfang des 20. Jahrhunderts                                      | H 016           | 4. Dezember 1984        |
| Wohnhaus                                 | Wohnhaus                                 | Horster Straße 95 Lage                                             | Siehe Horster Straße 95 (Mönchengladbach)                  | Anfang des 20. Jahrhunderts                                      | H 017           | 4. Dezember 1984        |
| Wohnhaus                                 | Wohnhaus                                 | Hermannstraße 10 Lage                                              | Siehe Hermannstraße 10 (Mönchengladbach)                   | 1891                                                             | H 018           | 4. Dezember 1984        |
| Wohnhaus                                 | Wohnhaus                                 | Hauptstraße 264 Lage                                               | Siehe Hauptstraße 264 (Mönchengladbach)                    | Jahrhundertwende                                                 | H 019           | 4. Dezember 1984        |
| weitere Bilder                           | Kirche                                   | Hauptstraße 90 Lage                                                | Siehe Evangelische Hauptkirche Rheydt                      | 1899–1902                                                        | H 020           | 14. Mai 1985            |
| Wohnhaus                                 | Wohnhaus                                 | Hardter Waldstraße 16 a Lage                                       | Siehe Hardter Waldstraße 16a (Mönchengladbach)             | 1843                                                             | H 021           | 4. Dezember 1984        |
| Land- und Amtsgericht                    | Land- und Amtsgericht                    | Hohenzollernstraße 157 Rheinbahnstraße 18 Scharnhorststraße 1 Lage | Siehe Land- und Amtsgericht Mönchengladbach                | 1902–1912, Gefängnis 1910–1912                                   | H 022           | 6. Februar 1985         |
| Hofanlage (Wohnhaus, Stall, Scheune)     | Hofanlage (Wohnhaus, Stall, Scheune)     | Hehn 203 a/203 b Lage                                              | Siehe Hehn 203 a/203 b (Mönchengladbach)                   | Scheune: 18. Jahrhundert, Wohnh.: Ende 19. Anf. 20. Jahrhunderts | H 023           | 14. Mai 1985            |
| Wohnhaus                                 | Wohnhaus                                 | Hohenzollernstraße 156 Lage                                        | Siehe Hohenzollernstraße 156 (Mönchengladbach)             | 1900                                                             | H 024           | 14. Mai 1985            |
| Wohnhaus                                 | Wohnhaus                                 | Hagelkreuzstraße 15 Lage                                           | Siehe Hagelkreuzstraße 15 (Mönchengladbach)                | 1903                                                             | H 026           | 24. September 1985      |
| Gasthaus „Zur Alten Post“                | Gasthaus „Zur Alten Post“                | Hardter Straße 12 Lage                                             | Siehe Hardter Straße 12 (Mönchengladbach)                  | um 1900                                                          | H 027           | 24. September 1985      |
| Wohnhaus                                 | Wohnhaus                                 | Hagelkreuzstraße 12 Lage                                           | Siehe Hagelkreuzstraße 12 (Mönchengladbach)                | um 1900                                                          | H 029           | 14. Oktober 1986        |
| Wohn- und Geschäftshaus                  | Wohn- und Geschäftshaus                  | Humboldtstraße 60 Lage                                             | Siehe Humboldtstraße 60 (Mönchengladbach)                  | 1893                                                             | H 031           | 14. Oktober 1986        |
| Kapelle                                  | Kapelle                                  | Herdt 39 Lage                                                      | Siehe Kapelle Herdt                                        | 18. Jh.                                                          | H 033           | 2. Juni 1987            |
| Gnadenkapelle                            | Gnadenkapelle                            | Heiligenpesch 81 a Lage                                            | Siehe Gnadenkapelle Heiligenpesch                          | 1870/71                                                          | H 034           | 2. Juni 1987            |
| St. Mathias-Heiligenhäuschen             | St. Mathias-Heiligenhäuschen             | Hardter Landstraße Lage                                            | Siehe St. Mathias-Heiligenhäuschen                         | 1881                                                             | H 035           | 2. Juni 1987            |
| Grottenanlage                            | Grottenanlage                            | Heiligenpesch 81 b Lage                                            | Siehe Hehner Grotten                                       | 1894/95                                                          | H 036           | 2. Juni 1987            |
| Wohnhaus                                 | Wohnhaus                                 | Humboldtstraße 33 Lage                                             | Siehe Humboldtstraße 33 (Mönchengladbach)                  | 1881                                                             | H 037           | 2. Juni 1987            |
| Stadtvilla                               | Stadtvilla                               | Hohenzollernstraße 44 Lage                                         | Siehe Hohenzollernstraße 44 (Mönchengladbach)              | 1936/37                                                          | H 038           | 2. Juni 1987            |
| Wohnhaus                                 | Wohnhaus                                 | Hauptstraße 238 Lage                                               | Siehe Hauptstraße 238 (Mönchengladbach)                    | 1888                                                             | H 039           | 15. Dezember 1987       |
| Wohnhaus                                 | Wohnhaus                                 | Hauptstraße 240 Lage                                               | Siehe Hauptstraße 240 (Mönchengladbach)                    | 1888                                                             | H 040           | 15. Dezember 1987       |
| Wohnhaus                                 | Wohnhaus                                 | Hauptstraße 235 Lage                                               | Siehe Hauptstraße 235 (Mönchengladbach)                    | Jahrhundertwende                                                 | H 041           | 15. Dezember 1987       |
| Wohngeschäftshaus                        | Wohngeschäftshaus                        | Hauptstraße 241 Lage                                               | Siehe Hauptstraße 241 (Mönchengladbach)                    | 1901                                                             | H 042           | 15. Dezember 1987       |
| Wohngeschäftshaus                        | Wohngeschäftshaus                        | Hauptstraße 245 Lage                                               | Siehe Hauptstraße 245 (Mönchengladbach)                    | 1901                                                             | H 043           | 15. Dezember 1987       |
| Wohngeschäftshaus                        | Wohngeschäftshaus                        | Hauptstraße 247 Lage                                               | Siehe Hauptstraße 247 (Mönchengladbach)                    | 1881                                                             | H 044           | 15. Dezember 1987       |
| Wohn- und Atelierhaus                    | Wohn- und Atelierhaus                    | Hansastraße 1 Lage                                                 | Siehe Hansastraße 1 (Mönchengladbach)                      | 1836                                                             | H 047           | 30. August 1988         |
| Wohn- und Atelierhaus                    | Wohn- und Atelierhaus                    | Hansastraße 3 Lage                                                 | Siehe Hansastraße 3 (Mönchengladbach)                      | 1836                                                             | H 048           | 30. August 1988         |
| Wohn- und Atelierhaus                    | Wohn- und Atelierhaus                    | Hansastraße 5 Lage                                                 | Siehe Hansastraße 5 (Mönchengladbach)                      | 1836                                                             | H 049           | 30. August 1988         |
| Rheinische Landesklinik                  | Rheinische Landesklinik                  | Heinrich-Pesch-Straße 39/41 Lage                                   | Siehe Rheinische Landesklinik (Rheydt)                     | 1884/85                                                          | H 050           | 2. März 1989            |
| Kaiser-Friedrich-Halle                   | Kaiser-Friedrich-Halle                   | Hohenzollernstraße 15 Lage                                         | Siehe Kaiser-Friedrich-Halle                               | 1902/03                                                          | H 051           | 26. Januar 1989         |
| Parkhotel                                | Parkhotel                                | Hugo-Junkers-Straße 2 Lage                                         | Siehe Parkhotel Rheydt                                     | 1898                                                             | H 052           | 6. März 1989            |
| Wohnhaus                                 | Wohnhaus                                 | Hauptstraße 266 Lage                                               | Siehe Hauptstraße 266 (Mönchengladbach)                    | vor der Jahrhundertwende, 1934 erweitert                         | H 053           | 12. Juni 1989           |
| Scheune                                  | Scheune                                  | Hovener Straße 67 Lage                                             | Siehe Hovener Straße 67 (Mönchengladbach)                  | frühes 18. Jahrhundert                                           | H 054           | 1. März 1990            |
| Wohnhaus                                 | Wohnhaus                                 | Hagelkreuzstraße 14 Lage                                           | Siehe Hagelkreuzstraße 14 (Mönchengladbach)                | Jahrhundertwende                                                 | H 055           | 17. Mai 1989            |
| Wohnhaus                                 | Wohnhaus                                 | Hansastraße 97 Lage                                                | Siehe Hansastraße 97 (Mönchengladbach)                     | Anfang des 20. Jahrhunderts                                      | H 056           | 1. März 1990            |
| Wohnhaus                                 | Wohnhaus                                 | Hermannstraße 7 Lage                                               | Siehe Hermannstraße 7 (Mönchengladbach)                    | 1900/1905                                                        | H 057           | 7. August 1990          |
| Kirche                                   | Kirche                                   | Hohenzollernstraße 301 Lage                                        | Siehe St. Elisabeth (Mönchengladbach)                      | 1933/34                                                          | H 058           | 17. August 1994         |
| Kirche                                   | Kirche                                   | Hauptstraße 261 Lage                                               | Siehe Friedenskirche (Rheydt)                              | 1866                                                             | H 059           | 17. September 1996      |
| Fachwerkhofanlage                        | Fachwerkhofanlage                        | Heukenstraße 11 Lage                                               | Siehe Heukenstraße 11 (Mönchengladbach)                    | 1. Hälfte des 19. Jahrhunderts                                   | H 060           | 4. November 1993        |
| jüdischer Friedhof                       | jüdischer Friedhof                       | Hügelstraße Lage                                                   | Siehe Jüdischer Friedhof (Westend)                         | 1841 (1891–1899 erweitert), 1914 Leichenhalle                    | H 061           | 17. März 1993           |
| Wohnhaus                                 | Wohnhaus                                 | Hagelkreuzstraße 42 Lage                                           | Siehe Hagelkreuzstraße 42 (Mönchengladbach)                | 1905                                                             | H 062           | 27. November 1997       |
| Wohnhaus                                 | Wohnhaus                                 | Humboldtstraße 51 Lage                                             | Siehe Humboldtstraße 51 (Mönchengladbach)                  | 1907                                                             | H 063           | 23. September 1992      |
| Kirche                                   | Kirche                                   | Hansastraße 63 Lage                                                | Siehe Herz-Jesu-Kirche (Bettrath)                          | 1890                                                             | H 064           | 8. August 1990          |
| Wohnhaus                                 | Wohnhaus                                 | Hohenzollernstraße 137 Lage                                        | Siehe Hohenzollernstraße 137 (Mönchengladbach)             | 1910/15                                                          | H 065           | 7. August 1990          |
| Wohnhaus                                 | Wohnhaus                                 | Hagelkreuzstraße 27 Lage                                           | Siehe Hagelkreuzstraße 27 (Mönchengladbach)                | 1905                                                             | H 066           | 7. August 1990          |
| Wohnhaus                                 | Wohnhaus                                 | Hochstadenstraße 108 Lage                                          | Siehe Hochstadenstraße 108 (Mönchengladbach)               | 1900 und 1906                                                    | H 067           | 28. November 1990       |
| Pfarrhaus                                | Pfarrhaus                                | Heiligenpesch 75 Lage                                              | Siehe Heiligenpesch 75 (Mönchengladbach)                   | 1853                                                             | H 068           | 4. Februar 1992         |
| Kirche                                   | Kirche                                   | Heiligenpesch 81 Lage                                              | Siehe Mariä Heimsuchung (Heiligenpesch)                    | 1851/53, 1889/90                                                 | H 069           | 4. Februar 1992         |
| Wohnhaus                                 | Wohnhaus                                 | Hugo-Preuß-Straße 34 Lage                                          | Siehe Hugo-Preuß-Straße 34 (Mönchengladbach)               | 1905/06                                                          | H 070           | 4. Februar 1992         |
| Wohnhaus                                 | Wohnhaus                                 | Hardterbroicher Straße 58 Lage                                     | Siehe Hardterbroicher Straße 58 (Mönchengladbach)          | 1913/14                                                          | H 071           | 4. November 1993        |
| Wohnhaus                                 | Wohnhaus                                 | Humboldtstraße 62 Lage                                             | Siehe Humboldtstraße 62 (Mönchengladbach)                  | 1896                                                             | H 072           | 23. September 1992      |
| Wohnhaus                                 | Wohnhaus                                 | Hardterbroicher Straße 60 Lage                                     | Siehe Hardterbroicher Straße 60 (Mönchengladbach)          | 1913/14                                                          | H 073           | 4. November 1993        |
| Wohnhaus                                 | Wohnhaus                                 | Humboldtstraße 68 Lage                                             | Siehe Humboldtstraße 68 (Mönchengladbach)                  | 1888                                                             | H 074           | 23. September 1992      |
| Wohnhaus                                 | Wohnhaus                                 | Humboldtstraße 72 Lage                                             | Siehe Humboldtstraße 72 (Mönchengladbach)                  | 1895                                                             | H 075           | 23. September 1992      |
| Wohnhaus                                 | Wohnhaus                                 | Humboldtstraße 74 Lage                                             | Siehe Humboldtstraße 74 (Mönchengladbach)                  | 1897                                                             | H 076           | 23. September 1992      |
| Kirche                                   | Kirche                                   | Hardterbroicher Straße 62 Lage                                     | Siehe St. Bonifatius (Mönchengladbach)                     | 1905/06                                                          | H 077           | 4. November 1993        |
| Wohnhaus                                 | Wohnhaus                                 | Hardterbroicher Straße 64/64 a Lage                                | Siehe Hardterbroicher Straße 64/64a (Mönchengladbach)      | 1913/14                                                          | H 078           | 4. November 1993        |
| Wohnhaus                                 | Wohnhaus                                 | Hagelkreuzstraße 22 Lage                                           | Siehe Hagelkreuzstraße 22 (Mönchengladbach)                | 1905                                                             | H 079           | 6. Dezember 1994        |
| Wohnhaus                                 | Wohnhaus                                 | Hagelkreuzstraße 24 Lage                                           | Siehe Hagelkreuzstraße 24 (Mönchengladbach)                | 1927                                                             | H 080           | 6. Dezember 1994        |
| Wohnhaus                                 | Wohnhaus                                 | Hagelkreuzstraße 26 Lage                                           | Siehe Hagelkreuzstraße 26 (Mönchengladbach)                | 1911                                                             | H 081           | 6. Dezember 1994        |
| Wohnhaus                                 | Wohnhaus                                 | Hagelkreuzstraße 28 Lage                                           | Siehe Hagelkreuzstraße 28 (Mönchengladbach)                | 1911                                                             | H 082           | 6. Dezember 1994        |
| Wohnhaus                                 | Wohnhaus                                 | Hagelkreuzstraße 30 Lage                                           | Siehe Hagelkreuzstraße 30 (Mönchengladbach)                | 1935                                                             | H 083           | 6. Dezember 1994        |
| Wohnhaus                                 | Wohnhaus                                 | Hagelkreuzstraße 32 Lage                                           | Siehe Hagelkreuzstraße 32 (Mönchengladbach)                | 1935                                                             | H 084           | 6. Dezember 1994        |
| Wohnhaus                                 | Wohnhaus                                 | Hagelkreuzstraße 40 Lage                                           | Siehe Hagelkreuzstraße 40 (Mönchengladbach)                | 1906                                                             | H 085           | 6. Dezember 1994        |
| Wohnhaus                                 | Wohnhaus                                 | Hagelkreuzstraße 44 Lage                                           | Siehe Hagelkreuzstraße 44 (Mönchengladbach)                | 1906                                                             | H 086           | 6. Dezember 1994        |
| Stadtvilla                               | Stadtvilla                               | Hagelkreuzstraße 25 Lage                                           | Siehe Hagelkreuzstraße 25 (Mönchengladbach)                | 1904                                                             | H 088           | 6. Dezember 1994        |
| Friedhofskreuz                           | Friedhofskreuz                           | Hochstraße (Friedhof Wanlo) Lage                                   | Siehe Friedhofskreuz Wanlo                                 | Wende 19. / 20. Jahrhundert                                      | H 089           | 18. August 1994         |
| Wegekreuz                                | Wegekreuz                                | Hochstraße/Im Tal Lage                                             | Siehe Wegekreuz Hochstraße                                 | Anfang des 20. Jahrhunderts                                      | H 090           | 18. August 1994         |
| Wegekreuz                                | Wegekreuz                                | Heckstraße Lage                                                    | Siehe Wegekreuz Heckstraße                                 | Anfang des 20. Jahrhunderts                                      | H 091           | 18. August 1994         |
| Wohnhaus                                 | Wohnhaus                                 | Hagelkreuzstraße 17 Lage                                           | Siehe Hagelkreuzstraße 17 (Mönchengladbach)                | Jahrhundertwende                                                 | H 092           | 6. Dezember 1994        |
| Priestergrabstätte                       | Priestergrabstätte                       | Hochstraße (Friedhof Wanlo) Lage                                   | Siehe Priestergrabstätte Wanlo                             | Ende des 19. Jahrhunderts                                        | H 093           | 18. August 1994         |
| Wegekreuz                                | Wegekreuz                                | Hovener Straße/Hansastraße Lage                                    | Siehe Wegekreuz Hansastraße                                | 1899                                                             | H 094           | 9. Oktober 1995         |
| Wegekreuz                                | Wegekreuz                                | Hehnerholt/Holter Kreuz Lage                                       | Siehe Holter Kreuz                                         | 1870                                                             | H 095           | 10. Oktober 1995        |
| Wohnhaus                                 | Wohnhaus                                 | Hohenzollernstraße 56 Lage                                         | Siehe Hohenzollernstraße 56 (Mönchengladbach)              | 14900                                                            | H 096           | 17. November 1997       |
| Wohnhaus                                 | Wohnhaus                                 | Hohenzollernstraße 58 Lage                                         | Siehe Hohenzollernstraße 58 (Mönchengladbach)              | 1900                                                             | H 097           | 17. November 1997       |
| Wohnhaus                                 | Wohnhaus                                 | Hohenzollernstraße 64 Lage                                         | Siehe Hohenzollernstraße 64 (Mönchengladbach)              | um 1900                                                          | H 098           | 17. November 1997       |
| Wohnhaus                                 | Wohnhaus                                 | Hagelkreuzstraße 3 a Lage                                          | Siehe Hagelkreuzstraße 3 a (Mönchengladbach)               | 1904–1908                                                        | H 099           | 6. Januar 1998          |
| Ehemaliges Coloniagebäude/Arbeitsgericht | Ehemaliges Coloniagebäude/Arbeitsgericht | Hohenzollernstraße 155 Lage                                        | Siehe Arbeitsgericht Mönchengladbach                       | 1911                                                             | H 100           | 5. November 2001        |
| Kapelle                                  | Kapelle                                  | Horst 20 Lage                                                      | Siehe Kapelle Horst                                        | 1930er Jahre                                                     | H 101           | 2. Juni 1987            |
| Transformatorenhaus (Trafoturm)          | Transformatorenhaus (Trafoturm)          | Hilderather Straße Lage                                            | Siehe Transformatorenhaus (Hilderath)                      | 1920/1930er Jahre                                                | H 102           | 10. Januar 2005         |
| Transformatorenhaus (Trafoturm)          | Transformatorenhaus (Trafoturm)          | Hardter Landstraße Lage                                            | Siehe Transformatorenhaus (Hardt)                          | 1920er/30er Jahre                                                | H 103           | 10. Januar 2005         |
| Backstein-Hofanlage                      | Backstein-Hofanlage                      | Hardter Straße 529 Lage                                            | Siehe Hardter Straße 529 (Mönchengladbach)                 | 1869                                                             | H 104           | 7. September 1988       |
| Hofanlage                                | Hofanlage                                | Hardter Straße 511 Lage                                            | Siehe Hardter Straße 511 (Mönchengladbach)                 | 19./20. Jahrhundert                                              | H 105           | 7. März 2008            |
| jüdischer Friedhof                       | jüdischer Friedhof                       | Hardter Straße Lage                                                | Siehe Jüdischer Friedhof (Rheindahlen)                     | Ende 19./Anfang 20. Jahrhundert                                  | H 107           | 31. Juli 2008           |
| Backsteinhofanlage                       | Backsteinhofanlage                       | Hehn 59 Lage                                                       | Siehe Hehn 59 (Mönchengladbach)                            | 1855                                                             | H 108           | 10. Juni 2010           |
| Wohn- und Geschäftshaus                  | Wohn- und Geschäftshaus                  | Hauptstraße 26 / Harmoniestraße 6 Lage                             | Siehe Hauptstraße 26 (Mönchengladbach)                     | 1960                                                             | H 109           | 1. August 2011          |
| Geschäftshaus                            | Geschäftshaus                            | Hauptstraße 30 Lage                                                | Siehe Hauptstraße 30 (Mönchengladbach)                     | 1948/49                                                          | H 110           | 1. August 2011          |
| Geschäftshaus                            | Geschäftshaus                            | Harmoniestraße 1 Lage                                              | Siehe Harmoniestraße 1 (Mönchengladbach)                   | 1943/44 (1951)                                                   | H 111           | 1. August 2011          |
| Wohn- und Geschäftshaus                  | Wohn- und Geschäftshaus                  | Harmoniestraße 3 Lage                                              | Siehe Harmoniestraße 3 (Mönchengladbach)                   | 1959                                                             | H 112           | 1. August 2011          |
| Wohngeschäftshaus                        | Wohngeschäftshaus                        | Humboldtstraße 39 Lage                                             |                                                            | Anfang des 20. Jahrhunderts                                      | H 113           | 24. Januar 2012         |
| Erinnerungsstein Berliner Bär            | Erinnerungsstein Berliner Bär            | Hohenzollernstraße (in Höhe Nr. 5) Lage                            | Berliner Meilenstein zur Erinnerung an die Teilung Berlins | Mitte des 20. Jahrhunderts                                       | H 114           | 5. Februar 2018         |
| Wohnhaus                                 | Wohnhaus                                 | Jülicher Straße 10 Lage                                            | Siehe Jülicher Straße 10 (Mönchengladbach)                 | 1904                                                             | J 001           | 29. August 1994         |
| Wohnhaus                                 | Wohnhaus                                 | Jülicher Straße 18 Lage                                            | Siehe Jülicher Straße 18 (Mönchengladbach)                 | 1902                                                             | J 002           | 17. Dezember 1992       |
| Wohnhaus                                 | Wohnhaus                                 | Jülicher Straße 20 Lage                                            | Siehe Jülicher Straße 20 (Mönchengladbach)                 | 1902                                                             | J 003           | 17. Dezember 1992       |
| Haus Erholung                            | Haus Erholung                            | Johann-Peter-Boelling-Platz 1 Abteistraße 11 Lage                  | Siehe Haus Erholung                                        | 1808, 1861                                                       | J 004           | 4. Dezember 1984        |